# Primeiro Concílio de Constantinopla
O Primeiro Concílio de Constantinopla, realizado em 381 da era comum, foi um concílio cristão que teve como principal objetivo debater a natureza divina de Jesus Cristo, principalmente em oposição à interpretação então defendida pela corrente cristã do arianismo. Sendo este o primeiro Concílio Ecumênico realizado em Constantinopla, foi convocado de forma cesaropapista por Teodósio I em 381. O concílio aprovou o Credo niceno-constantinopolitano, e tratou de outros assuntos teológicos. O concílio reuniu-se na Igreja de Santa Irene de maio a julho de 381. É reconhecido como o segundo concílio ecumênico pela Igreja Católica, Igreja do Oriente, Ortodoxa e uma série de outros grupos cristãos.

## Controvérsias e declarações
Até cerca de 360, debates teológicos tratavam principalmente da divindade de Jesus, a segunda pessoa da Trindade. No entanto, o Concílio de Niceia não esclareceu a divindade do Espírito Santo, e a terceira pessoa da Santíssima Trindade (que se tornou um tema de debate), sendo que os macedonianos negavam a divindade do Espírito Santo.
O concílio foi presidido sucessivamente por Timóteo de Alexandria, Manuel da Antioquia, Gregório Nazianzeno e Nectario, arcebispo de Constantinopla. O concílio reconfirmou o Primeiro Concílio de Niceia, como uma verdadeira exposição de fé ortodoxa, e desenvolveu uma declaração de fé que incluía a linguagem de Niceia, mas ampliou a discussão sobre o Espírito Santo para combater a heresia dos macedonianos. É o chamado Credo niceno-constantinopolitano. Expandiu-se a menção do Espírito Santo no Credo Niceno, declarando-se que "é o Senhor, o Doador da vida que procede do Pai, com o Pai e o Filho é adorado e glorificado". Com isso ficou implicitamente estabelecido que o 
Espírito Santo deve ser do mesmo ser (ousia) que Deus Pai. Esta decisão do concílio sobre o Espírito Santo também deu apoio oficial para o conceito da Trindade.
O Primeiro Concílio de Constantinopla não tinha originalmente a intenção de ser um concílio ecumênico, mas apenas regional, motivo pelo qual os bispos ocidentais e o Papa Dâmaso I foram ignorados. Somente em 451, o Concílio de Calcedônia considerou o Primeiro Concílio de Constantinopla como ecumênico e só foi reconhecido pelo Ocidente no século VI pelo Papa Hormisda, e mesmo assim a validade do terceiro cânone (que deu ao bispo de Constantinopla a precedência sobres os bispos de Alexandria e Antioquia) não foi aceito pelos papas, argumentando-se que violava o cânon sexto do Concílio de Niceia, os direitos de Alexandria e Antioquia, nos quais o Bispo de Roma baseava sua autoridade no fato de ser o sucessor de São Pedro, e não o bispo da capital imperial.

## Cânones
Foram emitidos sete cânones, quatro eram de caráter doutrinário e três disciplinares.
O primeiro cânone é uma importante condenação dogmática do arianismo, e também de macedonianismo.
O segundo cânone renova a legislação do Primeiro Concílio de Niceia impondo os bispos diocesanos a observância dos limites das dioceses.
O terceiro cânone decreta a criação de prerrogativas de honra para Constantinopla: “O Bispo de Constantinopla, no entanto, deve ter a prerrogativa de honra, após o Bispo de Roma porque Constantinopla é Nova Roma”. Esse decreto deve-se ao fato que em 330 a capital do Império Romano foi transferida para Constantinopla, assim a cidade tornou-se um centro político e eclesiástico de grande importância.
O quarto cânone declara a invalidade da consagração de Máximo I de Constantinopla, filósofo e rival de Gregório de Nazianzo, como Bispo de Constantinopla.
O quinto cânone foi aprovado no ano seguinte em 382, e é em relação aos bispos ocidentais, e ao Papa Dâmaso I.
O sexto cânone pode pertencer ao ano de 382, bem como, foi aprovado no Concílio de Trulo e fala sobre os bispos acusados de irregularidades.
O sétimo cânone refere-se aos procedimentos para receber certos hereges na igreja.

## Disputa relativa ao terceiro cânon
O terceiro cânon foi um primeiro passo na crescente importância da nova capital imperial, Constantinopla, de apenas cinquenta anos, e foi notável por ter deposto os patriarcas de Antioquia e Alexandria. Jerusalém, por sua vez, como o local da primeira igreja, manteve o seu lugar de honra.
César Barônio afirmou que o terceiro cânon não era autêntico, não tendo sido de fato decretado pelo concílio. Alguns gregos medievais afirmaram que o devido cânon não declarava uma supremacia do bispo de Roma, mas a primazia deste, ou seja; "o primeiro entre os iguais", semelhante como eles hoje vêem o bispo de Constantinopla. Ao longo dos vários séculos seguintes, a Igreja Ocidental afirmou que o bispo de Roma tinha autoridade suprema e, na época do Grande Cisma, a Igreja Católica Romana baseou sua reivindicação de supremacia baseada na sucessão apostólica de São Pedro, em Roma. Quando o Primeiro Concílio de Constantinopla foi aprovado, Roma protestou pela forma de na ocasião ter colocado os aos bispos de Antioquia e Alexandria abaixo do de Constantinopla, status que os primeiros patriarcas orientais voltariam a ter restaurados a partir das ações dos legados pontifícios presentes no Concílio de Calcedônia. O Papa Leão, o Grande, declarou que este cânon nunca havia sido submetido a Roma e a tentativa de diminuir o status da cátedra de Pedro violava uma ordem do Concílio de Nicéia. No Quarto Concílio de Constantinopla, ocorrido em 869, os legados romanos afirmaram o lugar de honra do bispo de Roma sobre o bispo de Constantinopla. Após o Grande Cisma de 1054, em 1215, o IV Concílio de Latrão declarou, em seu quinto cânon, que a Igreja Romana "pela vontade de Deus mantém todas as outras preeminências do poder ordinário como mãe e amante de todos os fiéis". A supremacia romana sobre o mundo inteiro foi formalmente reivindicada pelo novo patriarca latino. Os corretores romanos de Graciano, inserem as palavras: "canon hic ex iis est quos apostolica Romana sedes a principio et longo post tempore non recipit" ("este cânon é um daqueles que a Sé Apostólica de Roma não aceitou desde o começo e desde então").

## Consequências
Tem sido afirmado por muitos que um sínodo foi realizado pelo Papa Dâmaso I no ano seguinte (382), o qual se opunha aos cânones disciplinares do Concílio de Constantinopla, especialmente o terceiro cânon que colocou o patriarcado de Constantinopla acima dos patriarcados de Alexandria e de Antioquia. O Sínodo protestou contra esse levantamento do bispo da nova capital imperial, de apenas cinquenta anos, para um status mais alto que o dos bispos de Alexandria e Antioquia, e afirmou que a primazia do patriarcado de Roma sobre os demais não havia sido estabelecida por uma reunião de bispos, mas sim pelo próprio Cristo. No entanto, em oposição a esse ponto de vista, Francis Dvornik afirma que não apenas Dâmaso I não ofereceu "nenhum protesto contra a elevação de Constantinopla", que a mudança na primazia entre os maiores patriarcados foi efetuada em uma "atmosfera totalmente amigável". Segundo Dvornik, "todos continuaram a considerar o bispo de Roma como o primeiro bispo do Império e o chefe da igreja". Já Thomas Shahan acrescenta que, de acordo com Photius também, o Papa Dâmaso I aprovou o concílio, mas acrescenta que, se alguma parte do concílio foi aprovada por este papa poderia ter sido apenas a sua revisão do Credo Niceno, como foi também o caso quando Gregório, o Grande, reconheceu-o como um dos quatro concílios gerais, mas apenas em seus pronunciamentos dogmáticos.

### Credo Niceno-Constantinopolitano
O Credo Niceno-Constantinopolitano foi associado ao Concílio de Constantinopla  de 381. O credo é aproximadamente equivalente ao Credo Niceno, mais dois artigos adicionais: um artigo sobre o Espírito Santo - descrevendo-o como "o Senhor, o Doador da Vida, que procede do Pai, que com o Pai e o Filho é adorado e glorificado, e que falou através dos profetas "- e um artigo sobre a Igreja, o batismo e a ressurreição dos mortos. No entanto, alguns estudiosos modernos não estão de acordo sobre a conexão entre o Concílio de Constantinopla e o Credo Niceno-Constantinopolitano, pois acreditam que esse credo, ou algo próximo a ele, foi declarado pelos bispos em Constantinopla, mas não promulgado como um ato oficial do concílio. Estudiosos também discutem se esse credo era simplesmente uma expansão do Credo de Niceia, ou se era uma expansão de outro credo tradicional semelhante, mas não idêntico ao de Niceia. Em 451, o Concílio de Calcedônia se referiu a esse credo como "o credo ... dos 150 santos pais reunidos em Constantinopla", indicando que esse credo estava associado a Constantinopla (381) até o ano de 451.

### Cristologia
Este concílio condenou o arianismo que começou a morrer com novas condenações em um concílio em Aquileia realizado através de Ambrósio de Milão em 381. Com a discussão da doutrina trinitária agora desenvolvida e bem de acordo com a compreensão ortodoxa e bíblica, o foco da discussão mudou para cristologia, que seria o tema do Concílio de Éfeso de 431 e do Concílio de Calcedônia de 451.

### Mudança de influência de Roma para Constantinopla
David Eastman cita o I Concílio de Constantinopla como outro exemplo da influência decrescente de Roma sobre o Oriente. Ele observa que todos os três bispos que presidem vieram do Oriente. Dâmaso I considerara Melécio e Gregório bispos ilegítimos de suas respectivas ordens e, no entanto, como Eastman e outros apontam, os bispos orientais não deram atenção às suas opiniões a esse respeito. O Concílio de Constantinopla de 381 foi a primeira aparição do termo "Nova Roma" em conexão com Constantinopla. O termo foi empregado como base para dar precedência à igreja relativamente jovem de Constantinopla sobre Alexandria e Antioquia ("porque é a Nova Roma").

## Comemorações litúrgicas
As 150 pessoas presentes no concílio são comemoradas no calendário de santos da Igreja Apostólica Armênia em 17 de fevereiro. A Igreja Ortodoxa em alguns lugares, como Rússia tem um dia de festa para os Padres dos Primeiros Seis Concílios Ecumênicos no domingo mais próximo a 13 de julho e em 22 de maio.